# Lattice C
Lattice C (vertrieben durch Lifeboat Associates, später Teil von Lattice Incorporated) war 1982 der erste C-Compiler für MS-DOS und kompatibles DOS auf dem IBM PC und dazu kompatiblen Computern. Der Compiler wurde auf viele andere Plattformen portiert, wie zum Beispiel Mainframes (MVS), Minicomputer (VMS), Unix-Workstations, OS/2, den Commodore Amiga, den Atari ST und den Sinclair QL.
Der Compiler wurde später auch von Microsoft als Microsoft C in anderer Verpackung verkauft. 1987 wurde Lattice vom SAS Institute aufgekauft. Durch einen Buy-out von SAS wurde Lattice im Jahr 1993 wieder eine eigenständige Firma. Danach verschwand die Unterstützung für andere Plattformen nach und nach, bis die Compiler-Entwicklung vollständig auf IBM-Großrechner ausgerichtet wurde. Das Produkt ist zwar noch immer in Versionen verfügbar, die auch auf anderen Plattformen laufen, aber es handelt sich dabei um Cross-Compiler, die nur Code für Großrechner produzieren.
Ein Teil der frühen, kommerziellen Software für den IBM PC aus dem Jahr 1982, darunter PerfectWriter, PerfectCalc, PerfectSpeller und PerfectFiler (dessen Suite gebündelt war mit Seequa Chameleon und Columbia Data Products), wurde von CP/M (wo es in BDS C geschrieben war) mittels Lattice C nach MS-DOS portiert. Commodore nutzte ihn als Systemcompiler, wegen der Einführung vieler spezieller Schlüsselwörter (__geta4, __saveds, __chip, __fast) im Sprachumfang.
Die genannte Firma Lattice Inc. ist nicht zu verwechseln mit der Firma Lattice Semiconductor.